# Phtheochroa aarviki
Phtheochroa aarviki es una especie de polilla de la familia Tortricidae. 

## Distribución
Se encuentra en Kenia.
Las larvas se han criado en el fruto de la especie Bothriocline.